# ALSG-Syndrom
Das ALSG-Syndrom, Akronym für Aplasie der Glandula Lacrimalis und Speicheldrüsen (Glandula salivaria), ist eine sehr seltene angeborene Erkrankung mit Aplasie der Tränen- und Speicheldrüsen.
Die Erstbeschreibung stammt aus dem Jahre 1928 von W. R. Ramsey.
Das Akronym wurde im Jahre 2007 von der schwedischen Humangenetikerin Miriam Entesarian und Mitarbeiterinnen vorgeschlagen.

## Verbreitung
Die Häufigkeit wird mit unter 1 zu 1.000.000 angegeben, die Vererbung erfolgt autosomal-dominant.

## Ursache
Der Erkrankungen liegen Mutationen im FGF10-Gen auf Chromosom 5 Genort p12 zugrunde, welches für einen Fibroblasten-Wachstumsfaktor kodiert.
Mutationen in diesem Gen finden sich auch beim LADD-Syndrom.

## Klinische Erscheinungen
Klinische Kriterien sind:
- Aplasie, Atresie oder Hypoplasie der Tränen- und Speicheldrüsen
- rezidivierende Infektion der Augen, gereizte Augen, Epiphora
- trockener Mund, Karies, Infektionen der Mundhöhle.